# フィリベルト・ディ・サヴォイア＝ジェノヴァ
フィリベルト・ディ・サヴォイア＝ジェノヴァ（Filiberto di Savoia Genova, 1895年3月10日  - 1990年9月7日）は、イタリア王国の王族、陸軍軍人。サヴォイア＝ジェノヴァ家の第4代当主。

## 生涯
第2代ジェノヴァ公トンマーゾとその妻のバイエルン王女イザベラの間の次男としてトリノに生まれ、フィリベルト・ロドヴィーコ・マッシミリアーノ・エマヌエーレ・マリーア（Filiberto Lodovico Massimiliano Emanuele Maria）と名付けられる。1904年9月22日にピストイア公（duca di Pistoia）の儀礼称号を授けられた。
1928年4月30日にトリノにおいて、ドイツ貴族のアーレンベルク公エンゲルベルト・マリアの娘リーディア（1905年 - 1977年）と結婚したが、子供を授かることはなかった。
イタリア陸軍に出仕して将軍となった。ベニート・ムッソリーニの支持者であり、1935年に起きた第2次エチオピア戦争には自発的に参加して、黒シャツ隊「3月23日」師団を指揮した。フィリベルトの師団はエチオピア北部のアンバ・アラダム山の山頂にイタリア国旗を掲げる戦功を立てた。第2次世界大戦が起きるとイタリア第7軍の総司令官に就任したが、終戦後の1946年に実施された国民投票に伴う王制廃止で、王族の身分を失った。
1963年に兄フェルディナンドが子供のないまま亡くなると、ジェノヴァ家の家督を引き継いだ。1990年にローザンヌにおいて95歳の高齢で死去。末弟のエウジェーニオが家督を相続した。